# Helene Mayer
Pour les articles homonymes, voir Mayer.
Helene Mayer (née le 20 décembre 1910, morte le 15 octobre 1953) est une fleurettiste allemande puis américaine. Elle participe aux Jeux olympiques de 1928, 1932 et 1936. Étudiante aux États-Unis, à partir de 1932, elle est la seule sportive juive de l'équipe olympique allemande aux Jeux olympiques de Berlin.

## Biographie
Helene Mayer remporte, à l'âge de 13 ans, son premier championnat d'escrime en 1924. En 1930, elle a déjà remporté six championnats au niveau national. Elle gagne sa première médaille d'or aux Jeux olympiques de 1928 à Amsterdam, où elle représente l'Allemagne, à l'âge de 17 ans.
En 1931, elle suit des cours à la Sorbonne, à Paris, pendant un semestre. La même année, elle perd son père, le Dr Ludwig Mayer. En 1932, grâce à un programme d'échanges, elle commence des études au Scripps College de Claremont, près de Los Angeles, en Californie. La même année, elle se classe 5e aux Jeux olympiques de Los Angeles.
En 1933, alors qu'elle poursuit ses études au Scripps College, elle est exclue in abstentia du club d'escrime d'Offenbach-sur-le-Main, où elle est toujours licenciée. L'année suivante, après avoir achevé ses études universitaires à Claremont, Helene Mayer commence à enseigner l'escrime puis l'allemand au Mills College d'Oakland, près de San Francisco. Elle remporte le championnat des États-Unis la même année.
En 1936, elle est invitée à rejoindre l'équipe nationale allemande d'escrime, ce qu'elle accepte, malgré les appels de personnalités, comme le prix Nobel de littérature Thomas Mann. Elle est la seule sportive juive de l'équipe olympique allemande — ce qu'elle ignore lorsqu'elle accepte l'invitation — et permet ainsi au régime nazi de contrecarrer la campagne de boycottage des Jeux olympiques de Berlin. Elle remporte une médaille d'argent, mais déclenche une controverse en arborant un brassard à croix gammée lors de la cérémonie de remise des médailles et en faisant le salut nazi. Sa mère et deux de ses frères vivent toujours en Allemagne.
Après les Jeux olympiques, elle retourne vivre aux États-Unis, y participant à de nombreuses compétitions d'escrime. En 1940, elle devient citoyenne américaine. Elle continue d'enseigner au Mills College d'Oakland jusqu'en 1947 et travaille ensuite au City College de San Francisco.
En 1952, Helene Mayer revient s'installer en Allemagne. Elle se marie avec le baron Erwin Falkner von Sonnenburg et s'installe à Munich. Peu de temps après, elle décède d'un cancer du sein, deux mois avant son 43e anniversaire.

### Compétitions internationales
En 1928, elle remporte le championnat italien d'escrime.
Elle est championne du monde de fleuret en 1929-31 et 1937.

## Championnat américain
Elle poursuit sa carrière aux États-Unis et remporte plusieurs championnats de fleuret : 8 fois de 1934 à 1946 (1934, 1935, 1937, 1938, 1939, 1941, 1942 et 1946).

## Hommages
Elle est introduite dans l'USFA Hall of Fame en 1963.

## Palmarès
- Jeux olympiques
  -  Médaille d'or en individuel aux Jeux olympiques d'été de 1928 à Amsterdam
  -  Médaille d'argent en individuel aux Jeux olympiques d'été de 1936 à Berlin
- Championnats du monde
  -  Médaille d'or en individuel au championnat international 1929 à Naples
  -  Médaille d'or en individuel au championnat international 1931 à Vienne
  -  Médaille d'or en individuel au championnat du monde 1937 à Paris
  -  Médaille d'argent par équipes au championnat du monde 1937 à Paris